# Mowag Eagle
Mowag Eagle er et militært hjulkøretøj produceret af det multinationale firma General Dynamics European Land Systems (GDELS) som opkøbte den oprindelige producent, schweiziske Mowag. Køretøjet er stadig navngivet efter Mowag og systemet er udviklet over 5 generationer af køretøjer.
En modulær 6×6 variant blev udviklet til indkøbskonkurrencen for den australske hær og blev fremvist på Eurostatory 2012-messen.

## Brugere

### Eagle I, II, III
- Schweiz - I alt benyttes 329 Eagle I og II som let let pansrede opklaringskøretøjer (Aufklärungsfahrzeug), bevæbnet med et 7.5mm Pz Mg 51/71 maskingevær og udstyret med infrarødt kamera og radioudstyr. Eagle I og Eagle II er benævnt henholdsvis Aufklärungsfahrzeug 93 og Aufklärungsfahrzeug 97. 120 Eagle III blev bestilt som mobile artilleriobservatørkøretøjer i 2003 og havde betragtelige forbedringer i forhold til kommunikations- og overvågningssystemer, men er dog ikke udstyret med maskingeværet som tidligere enheder er udstyret med.
- Danmark - Hæren bestilte 36 Eagle I i 1994, som leveredes 1995-97. Udfaset 2008.

### Eagle IV
- Schweiz - Kantonspolizei Zürich har 1 Eagle IV udstationeret ved Zürich Lufthavn.[1]
- Danmark - hæren bestilte 85 Eagle IV i 2005, som blev leveret frem til 2007.[2]
- Tyskland - Hæren modtog 495 Eagle IV 2008-2011.
- Tyskland - Bundespolizei modtog 10 køretøjer i 2011.

### Eagle V
- Tyskland - Hæren bestilte 176 Eagle V i maj 2013.
- Danmark - Hæren bestilte 36 Eagle V den 16. juni 2017 med henblik på at løse fire opgaver: patrulje, opklaring, elektronisk krigsførelse og logistik. De blev leveret frem til 2019. I december 2020 bestilte forsvaret yderligere 57 Eagle V, som skal leveres frem til 2022.[3]

## Galleri
- Eagle II i schweizisk let opklaringskonfiguration.
- Eagle III: schweizisk opklaringskøretøj
- Mowag Eagle Ambulance versioner
- Eagle IV benyttet af Kantonspolizei Zürich ved Zürich Lufthavn
- Eagle IV fra Tyskland
- Eagle IV set bagfra
- Tysk Eagle V